# ائوشنر
اَئوشنَرَ "به اوستایی و اوشنَر در پهلوی" نام یکی از مشاوران کی‌کاووس کیانی بوده که در هوش و فراست مشهور بوده‌ است. به‌قول دینکرد، کی‌کاووس از دیوها فریب خورد و او را کشت.